# Solo (motorfiets)
Solo is een Duits historische merk van motorfietsen.
De bedrijfsnaam was: Solo-Kleinmotoren GmbH, Sindelfingen-Maichingen. 
Duits merk dat vanaf 1949 lichte motorfietsen en bromfietsen met eigen 47cc-tweetaktblokjes bouwde. Daarnaast maakte men ook een elektrische bromfiets.
Later ging het bedrijf zich concentreren op de productie van motorisch aangedreven apparaten, zoals motormaaiers, kettingzagen en cultiveermachines. 
Begin jaren tachtig kwam het als motorfietsmerk in de wegrace terecht, toen tuner Günther Seufert op basis van een Yamaha TZ 350 een racer maakte voor Jon Ekerold en Gustav Reiner. Het team kreeg de naam "Solitude" en de motorfiets werd vaak als "Solo", maar ook als Bimota-Yamaha ingezet.